# زاره (فیلم)
«زاره» (ارمنی: Զարե) یک فیلم به زبان ارمنی به کارگردانی هامو بیک-نازاریان است که در سال ۱۹۲۶ منتشر شد

## بازیگران
در این فیلم هنرپیشگان زیر نقش آفرینی کردند:
- ماریا تادئوسیان در نقش Զարե
- هراچیا نرسیسیان در نقش Սայդո
- آوت آوتیسیان در نقش Սլո
- اولگا گولازیان در نقش Լյաթիֆ խանում
- میکائیل مانوئلیان در نقش Մստո
- نینا مانوچاریان در نقش Նանո
- هامبارتسوم خاچانیان در نقش Խդո
- میکائل گاراگاش در نقش Թեմուր բեկ
- آرام آمیربکیان در نقش գրագիր
- [الف] در نقش Պրիստավ
- آماسیا مارتیروسیان در نقش Զուրբա
- [ب] در نقش շեյխ
- [پ] در نقش գավառապետ
- [ت] در نقش Զարեի ընկերուհին
- نادژدا گئورگیان در نقش Զուրբայի կինը
- [ث] در نقش Ջեմալ
- [ج] در نقش Նադո
- یرانوهی آدامیان در نقش  Քրդուհի

## یادداشت
1. ↑  Շոթա Գուրամիշվիլի (տիտրերում՝ Գուրամով)
2. ↑  Մ.Աղամալով
3. ↑  Ն.Բարրես
4. ↑  Նինա Աղամբեկյան
5. ↑  Ա.Տեր-Մկրտչյան
6. ↑  Ա.Չոբանյան